# Thomas Rivers (biolog)
Thomas Rivers, född den 27 december 1798 i Sawbridgeworth, Hertfordshire, död där den 17 oktober 1877, var en brittisk trädgårdsman.
Rivers ägde en större trädskola i sin hemtrakt i södra England och ägnade sig åt att uppdraga nya fruktsorter. Flera av de efter hans tid allmännaste plommon-, körsbärs- och persikesorterna har uppdragits av honom. Rivers utgav flera mycket spridda arbeten i trädgårdsodling. Mest kända är Miniature Fruit garden (1840; 20:e upplagan 1891) och The orchard house (1850; 16:e upplagan 1879).